# Die Wacht am Rhein
Die Wacht am Rhein (De Wacht aan de Rijn) is een lied dat door de Zuid-Duitse staten in het Duitse Keizerrijk als volkslied werd gebruikt.
Deze staten hadden namelijk moeite met het Pruisische volkslied Heil dir im Siegerkranz dat in 1871 werd verheven tot het volkslied van het Duitse Rijk.

## Tekst
Tekst: Max Schneckenburger, 1840; Melodie: Karl Wilhelm, 1854.
1
Es braust ein Ruf wie Donnerhall,
wie Schwertgeklirr und Wogenprall:
Zum Rhein, zum Rhein, zum deutschen Rhein,
wer will des Stromes Hüter sein?
|: Lieb' Vaterland, magst ruhig sein, :|
|: fest steht und treu die Wacht am Rhein! :|
2
Durch Hunderttausend zuckt es schnell,
und aller Augen blitzen hell;
der deutsche Jüngling, fromm und stark,
beschirmt die heil'ge Landesmark.
|: Lieb' Vaterland, magst ruhig sein, :|
|: fest steht und treu die Wacht am Rhein! :|
3
Er blickt hinauf in Himmels Au'n,
wo Heldengeister niederschau'n,
und schwört mit stolzer Kampfeslust:
Du Rhein bleibst deutsch, wie meine Brust!
|: Lieb' Vaterland, magst ruhig sein, :|
|: fest steht und treu die Wacht am Rhein! :|
4
Und ob mein Herz im Tode bricht,
wirst du doch drum ein Welscher nicht,
reich, wie an Wasser deine Flut,
ist Deutschland ja an Heldenblut!
|: Lieb' Vaterland, magst ruhig sein, :|
|: fest steht und treu die Wacht am Rhein! :|
5
So lang ein Tropfen Blut noch glüht,
noch eine Faust den Degen zieht,
und noch ein Arm die Büchse spannt,
betritt kein Feind hier deinen Strand!
|: Lieb' Vaterland, magst ruhig sein, :|
|: fest steht und treu die Wacht am Rhein! :|
6
Der Schwur erschallt, die Woge rinnt,
die Fahnen flattern hoch im Wind:
Zum Rhein, zum Rhein, zum deutschen Rhein,
wir alle wollen Hüter sein!
|: Lieb' Vaterland, magst ruhig sein, :|
|: fest steht und treu die Wacht am Rhein! :|
7
So führe uns, du bist bewährt;
in Gottvertrau'n greif' zu dem Schwert,
Hoch Wilhelm! Nieder mit der Brut!
Und tilg' die Schmach mit Feindesblut!
|: Lieb' Vaterland, magst ruhig sein, :|
|: fest steht und treu die Wacht am Rhein! :|